# Altonaer Balkon
Der Altonaer Balkon befindet sich im Hamburger Stadtteil Altona-Altstadt im Bezirk Altona. Die Grünanlage ist Teil einer Reihe von Elbparks, die sich hoch über der Elbe auf dem etwa 27 Meter hohen Geesthang befinden und die sich – beginnend an der Promenade Bei der Erholung im Stadtteil St. Pauli in Richtung Westen wie eine Kette aneinander reihen.

## Lage und Fläche
Der Altonaer Balkon verläuft parallel zu den beiden Straßen Palmaille im Norden und Großer Elbstraße im Süden. Er beginnt an der Straße Palmaille bei der Haus-Nr. 29 und endet im Westen an der Elbbergbrücke und der Kaistraße. Östlich schließt sich die Grünanlage am Olbersweg an und westlich der Heine-Park mit der Rainvilleterrasse. Auf einer Fläche von etwa 4,8 Hektar verteilen sich mehrere Wege auf unterschiedlichen Höhen parallel zur Elbe. Nördlich und in Sichtweite befindet sich das Altonaer Rathaus. Auf gleicher Höhe befindet sich im Park ein Aussichtsplateau mit Bänken direkt am abgezäunten Geesthang mit Blick auf die Elbe, den Köhlbrand und die gleichnamige Brücke. Dort sitzt man ähnlich wie auf einem riesigen Balkon im Freien und daher leitet sich auch der Name des Parks ab. Der Balkon ist aber nur ein kleiner Teil des Parks an der westlichen Seite.

## Ausstattung

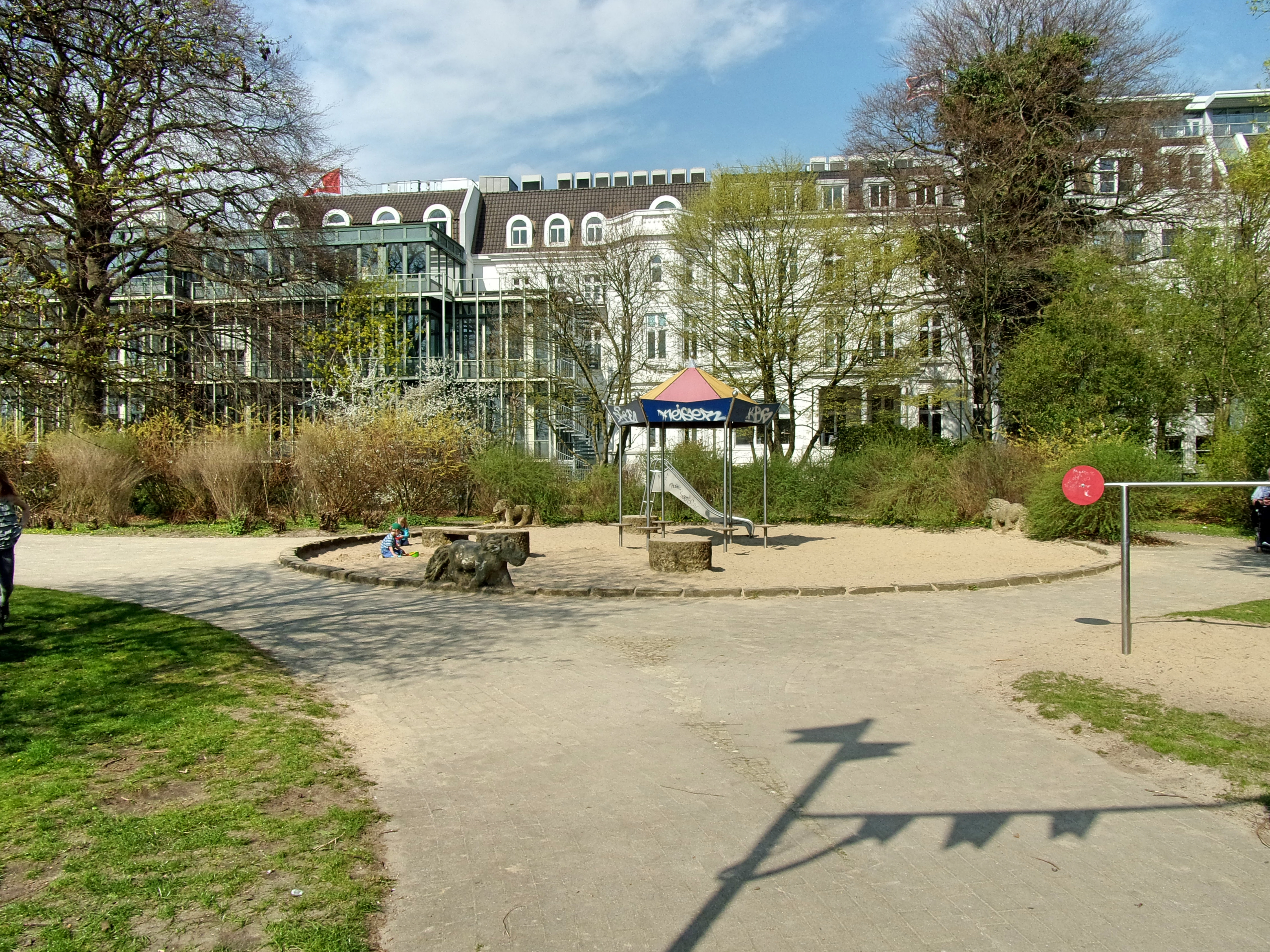
Spielplatz am Altonaer Balkon

Die zahlreichen Bänke am Balkon sind beliebt, aber auch im östlichen Teil gibt es zahlreiche Sitzgelegenheiten und diverse Spazierwege, an denen sich in Abständen einige Bänke befinden. Die Wege befinden sich auf unterschiedlichen Höhen direkt am Geesthang, einige ohne – einige aber auch mit Stufen oder Treppen, um den Höhenunterschied zwischen Palmaille und Großer Elbstraße auszugleichen. Daher sind viele, aber nicht alle Wege barrierefrei. Am Balkon befindet sich ein kleiner, durch eine Hecke eingezäunter Kinderspielplatz mit diversen Geräten wie Reckstange, Rutsche, Balancier-Element, Hängematte, Hangelgerät, Karussell, Kletterspinne und Schaukel – überwiegend in einer Sandfläche. Als Deko-Elemente dienen einige Sandsteinfiguren eines unbekannten Künstlers aus dem Tierreich. Im östlichen Teil des Parks befindet sich ein Kiosk mit Café und Sitzflächen im Freien, der während der Sommermonate geöffnet ist.

## Denkmäler und Skulpturen
Neben der bekannten Skulptur „Fischer“ von Gerhard Brandes aus dem Jahr 1968 am Balkon auf der großen Wiese befinden sich einige weitere an den Wegen. Das Helgoland-Denkmal von 1864 befindet sich südlich der Palmaille im östlichen Teil des Parks und gedenkt den Gefallenen der österreichischen Marine. Am westlichen Ende des Parks an der Treppe zwischen Kaistraße und Elbberg befindet sich die Skulptur „Die Auswanderer“ von der Künstlerin Ljubica Matulec. Das Denkmal war ein Geschenk der kroatischen Kulturgemeinde zum 800. Hafengeburtstag. Es zeigt kroatische Auswanderer, die von Hamburg aus meist nach Amerika auswanderten. Ursprünglich war es aus Holz, im Jahr 2008 wurde es wetterfest aus Bronze ersetzt. Am Spazierweg im östlichen Teil des Parks in der Nähe des Helgoland-Denkmals befindet sich ein Ensemble aus Ankern und einer Schiffsschraube.

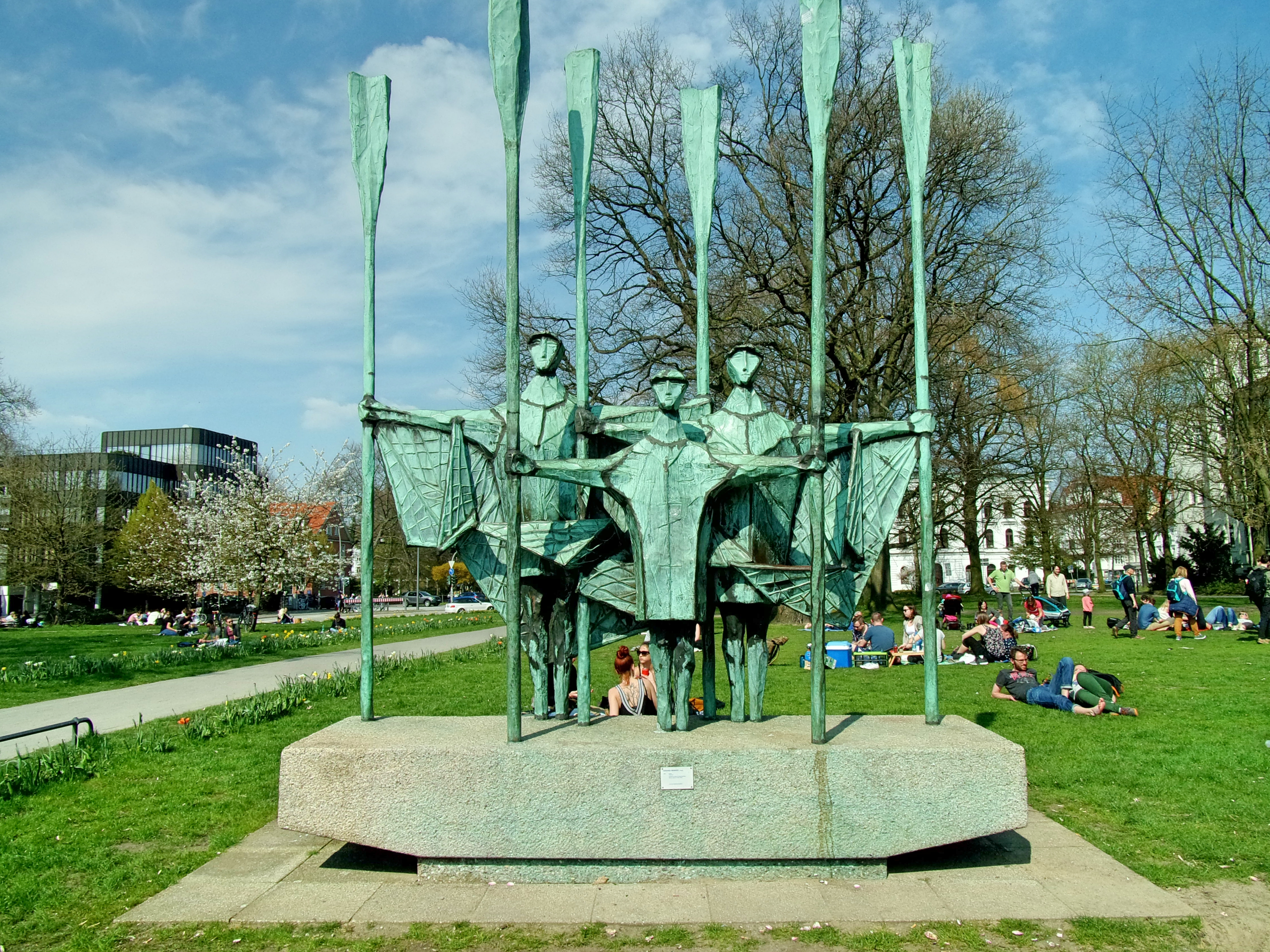
Die Skulptur „Fischer“[2] von Gerhard Brandes
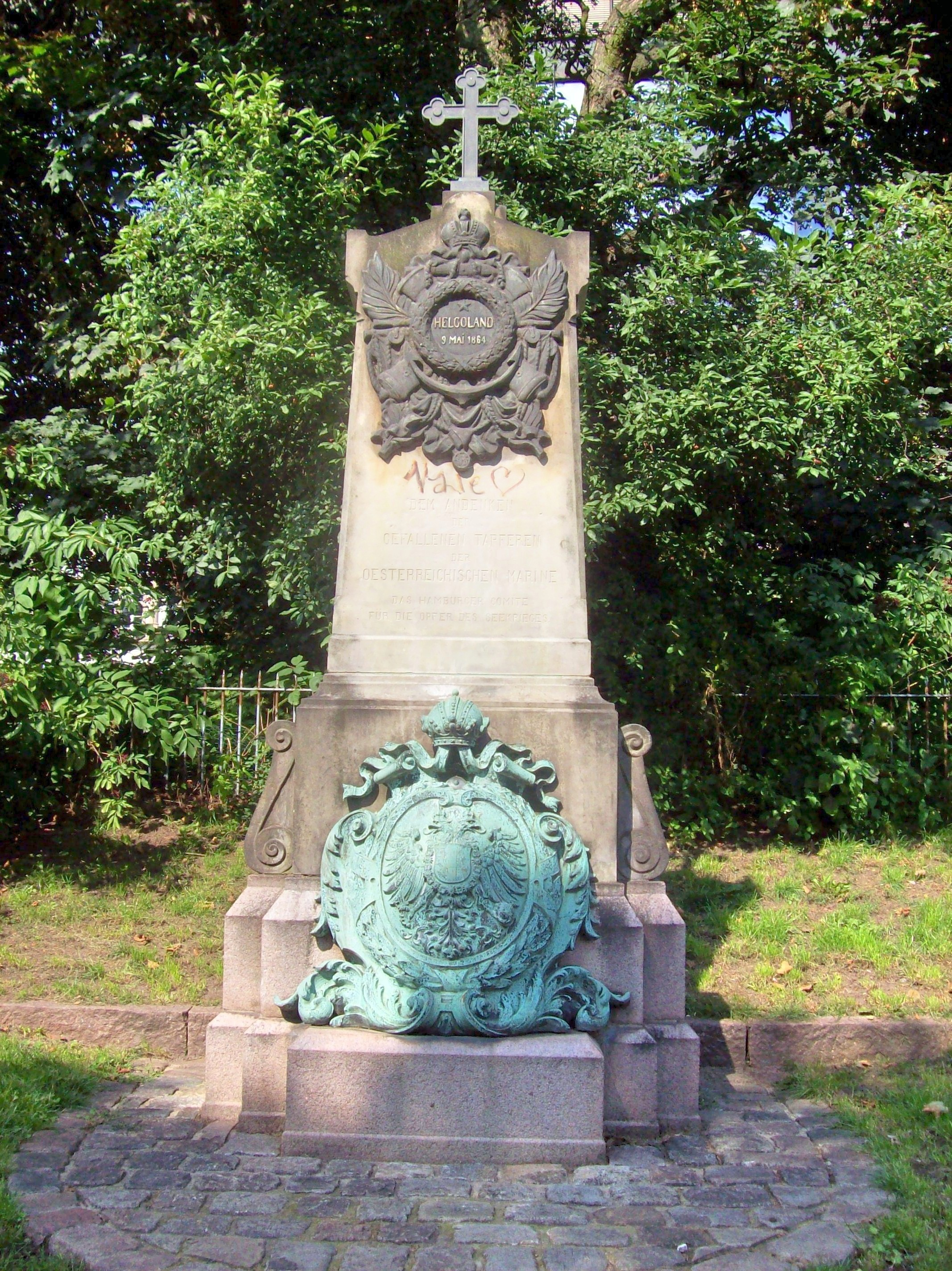
Helgoland-Denkmal von 1864
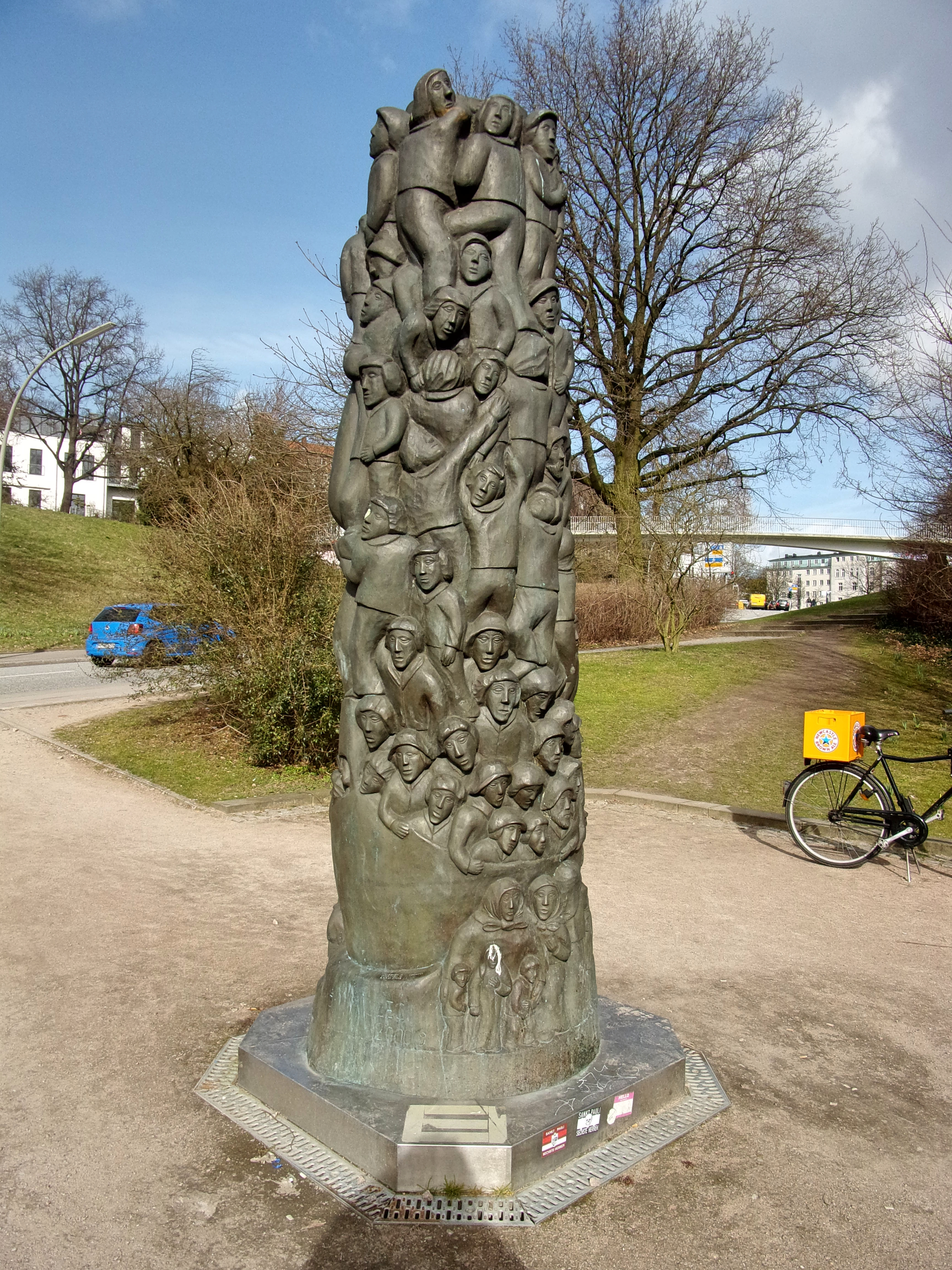
Skulptur „Die Auswanderer“ von Ljubica Matulec
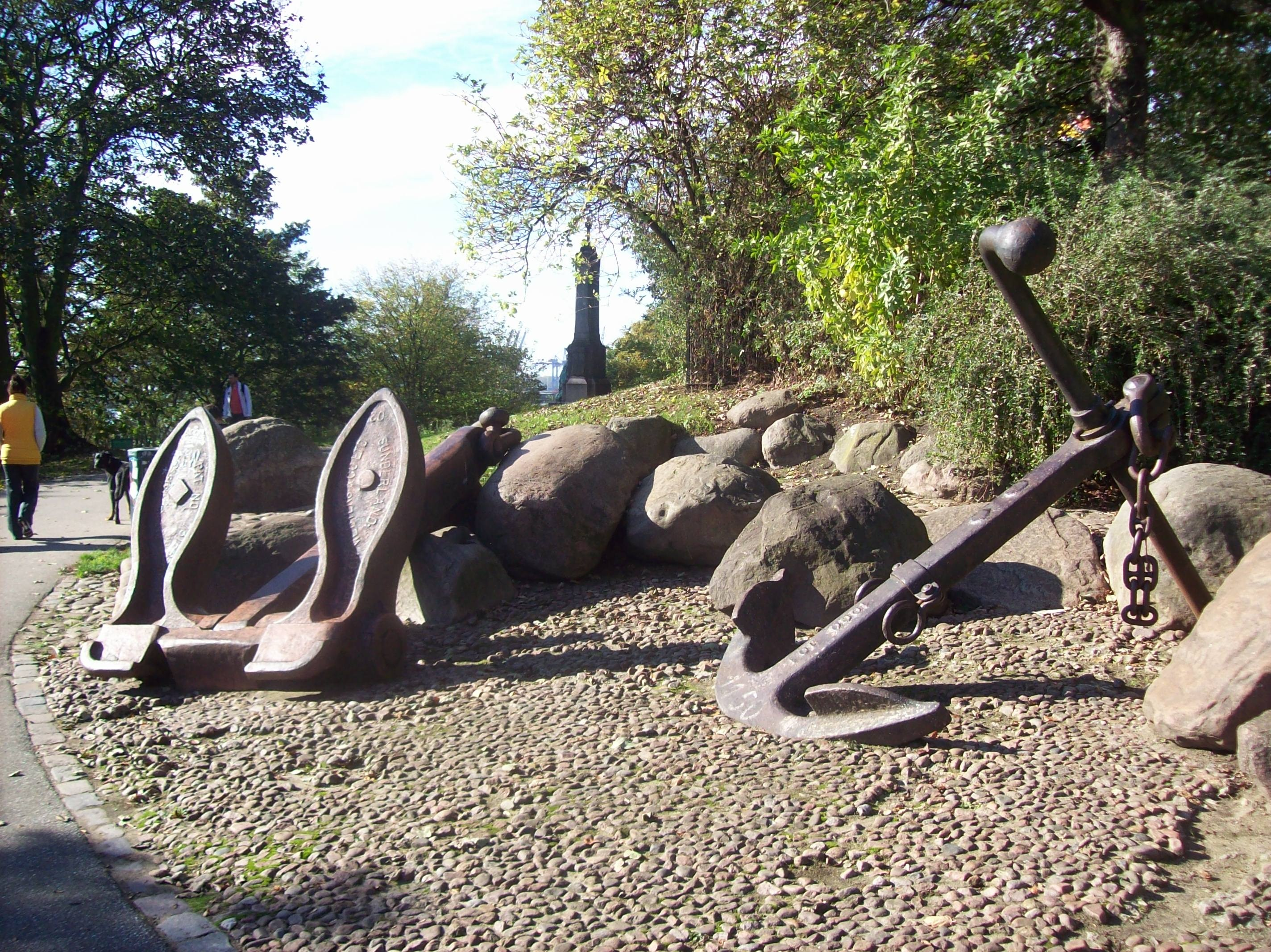
Ensemble von Ankern im Park Altonaer Balkon
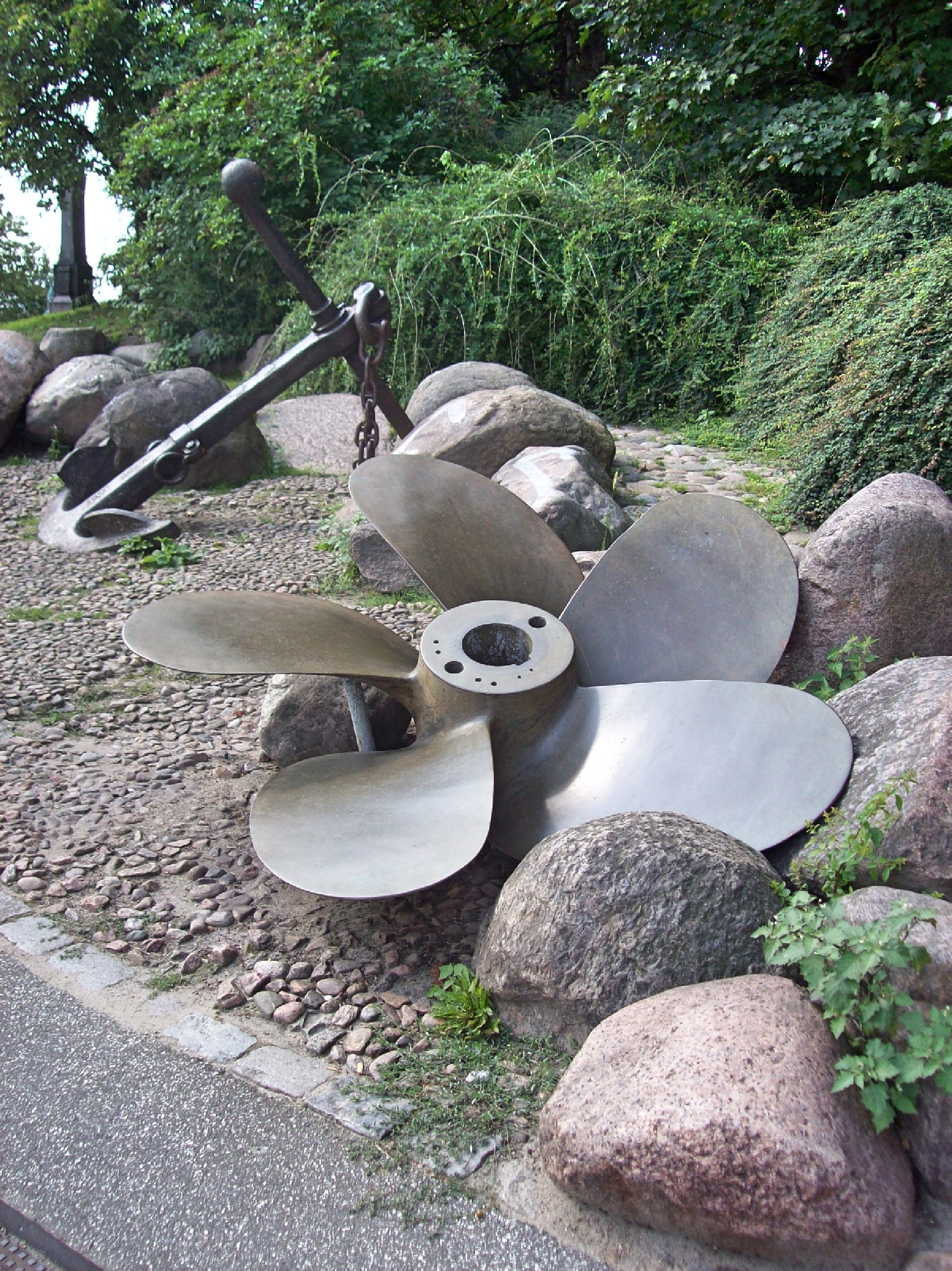
Schiffsschraube am Weg

## Der Schellfischtunnel
Unter dem Altonaer Balkon verläuft der ehemalige und seit den 1990er-Jahren verschlossene Eisenbahntunnel der Altonaer Hafenbahn. Im Park ist davon nicht viel zu sehen, nur das südliche Tor am Elbberg mit dem Gitter verrät, dass hier einst Güterverkehr stattfand. Am Tag des „Offenen Denkmals“ finden manchmal Führungen statt. Der Tunnel ist in der Denkmalliste für Hamburg-Altona-Altstadt unter der Nr. 11753 eingetragen.

## Die Grotte
Eine kleine Treppe im westlichen Teil des Parks in Richtung Elbberg führt zu einer kleinen Grotte aus Kalksandstein. Sie stammt aus dem Jahr 1902 und wurde künstlich angelegt, um Wasser aus den Brunnen am damaligen Kaiserplatz – heute Platz der Republik – zu sparen. Das Wasser der Brunnen, auch aus dem Stuhlmannbrunnen, floss ungenutzt in die Elbe, und da man es nicht verschwenden wollte, verlegte man Rohre und fing es auf. So entstand ein künstlicher Wasserfall den Elbhang hinab.

## Besondere Ansichten

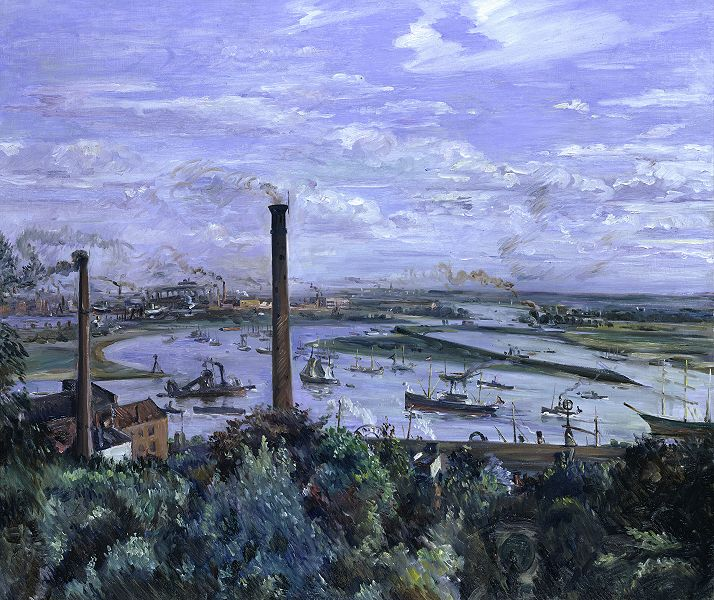
Lovis Corinth: Blick auf den Köhlbrand (1911), Hamburger Kunsthalle
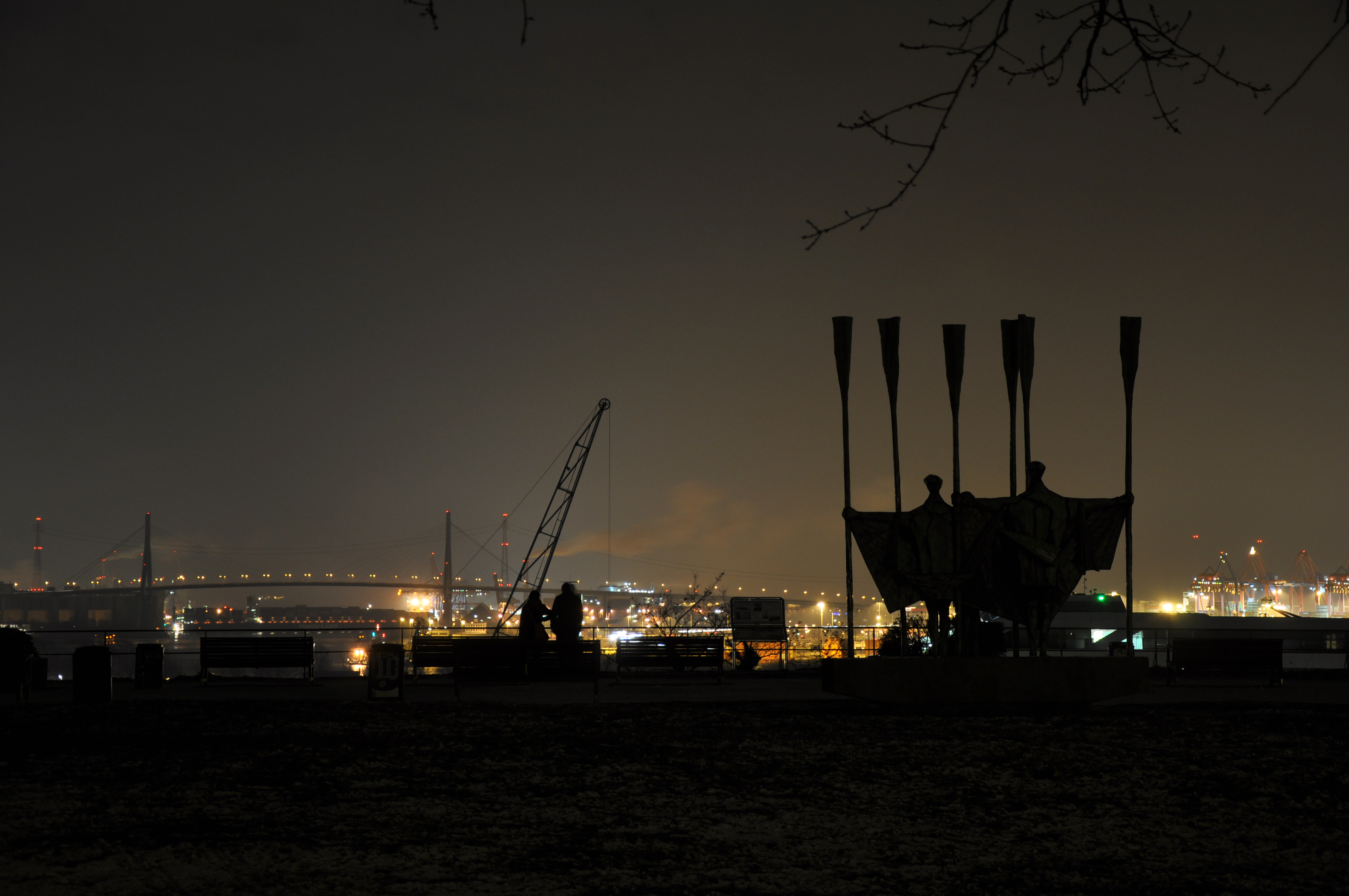
Blick vom Altonaer Balkon bei Nacht
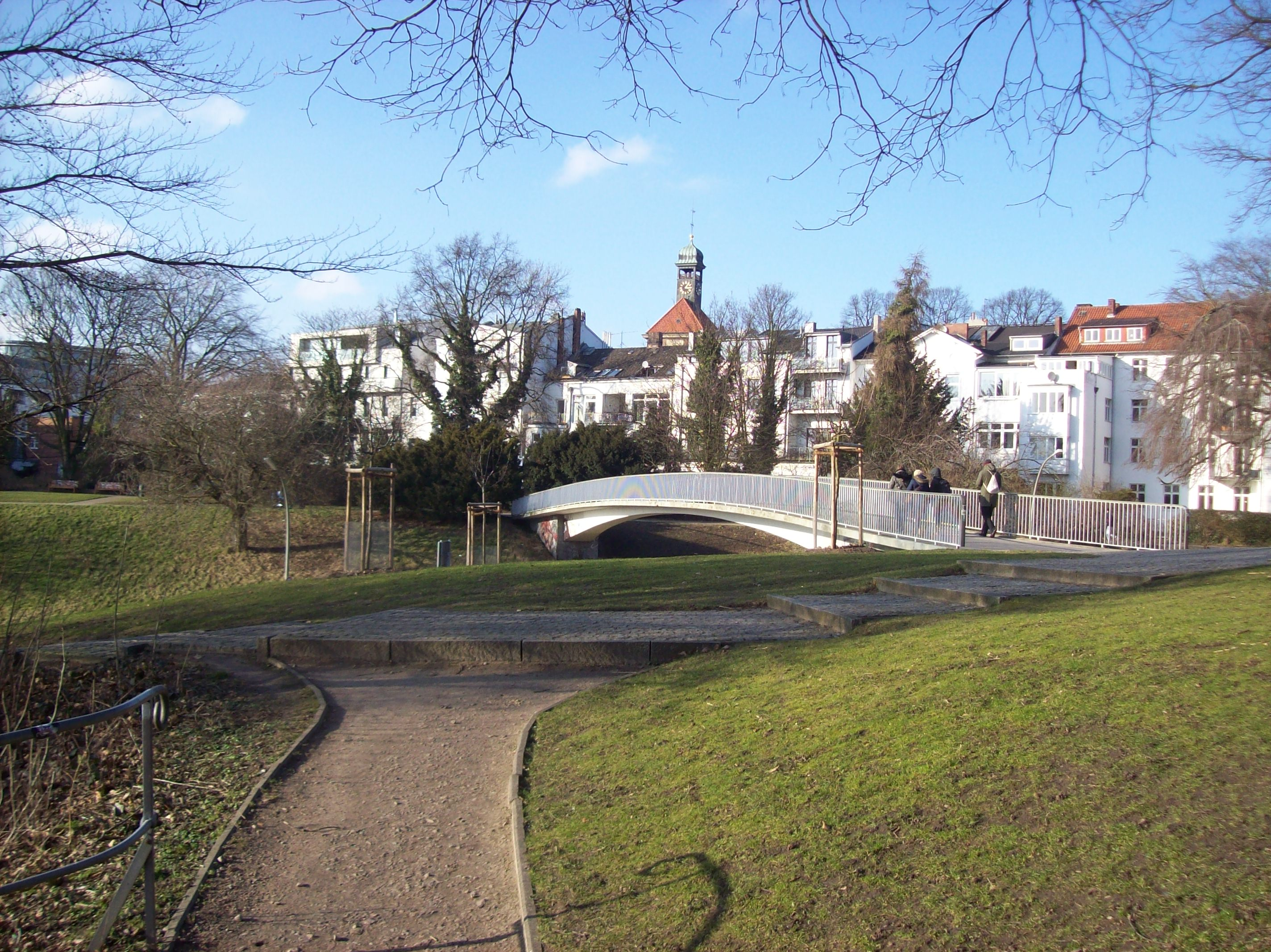
Fußgängerbrücke über die Kaistraße am westlichen Ende
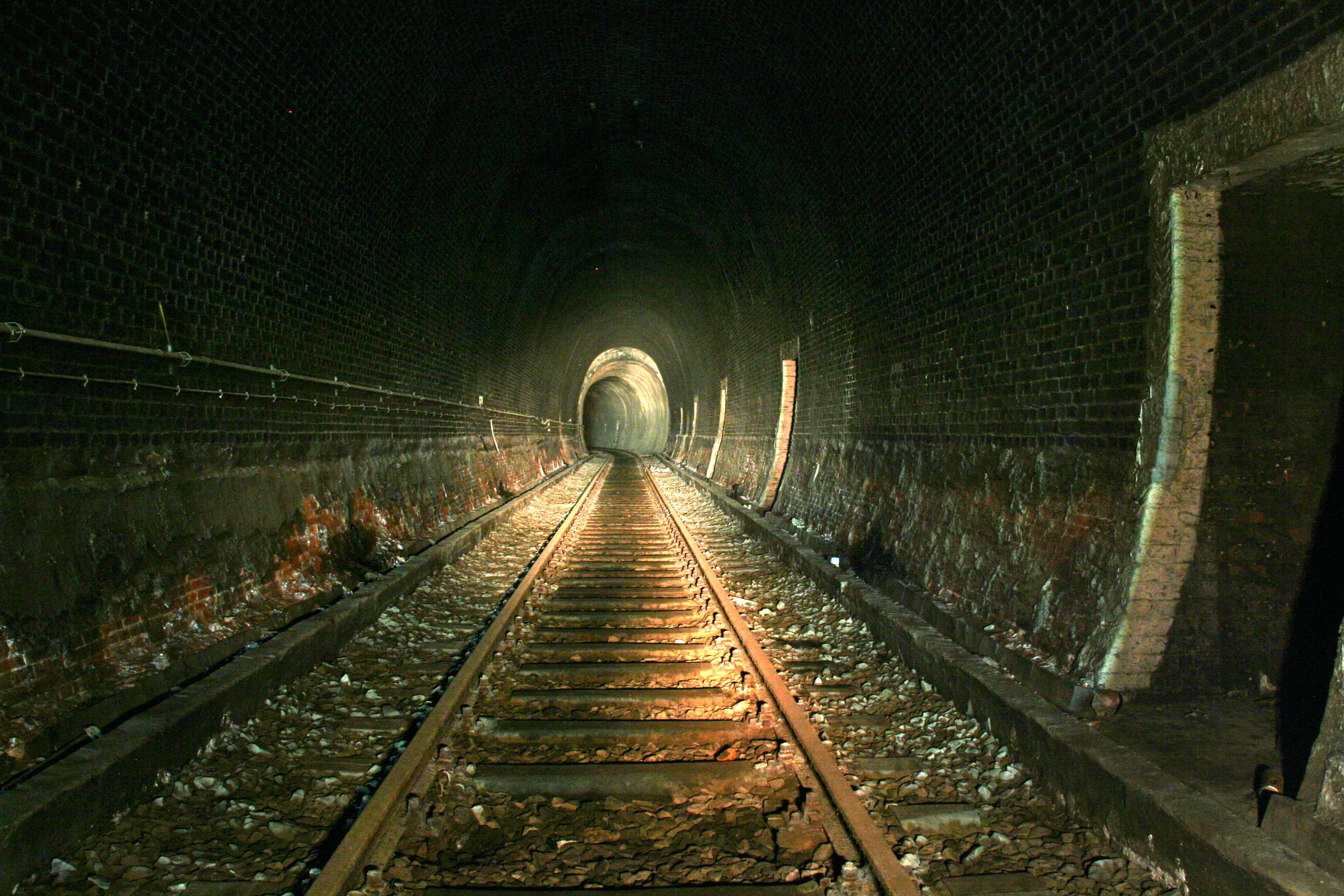
Blick in den Schellfischtunnel
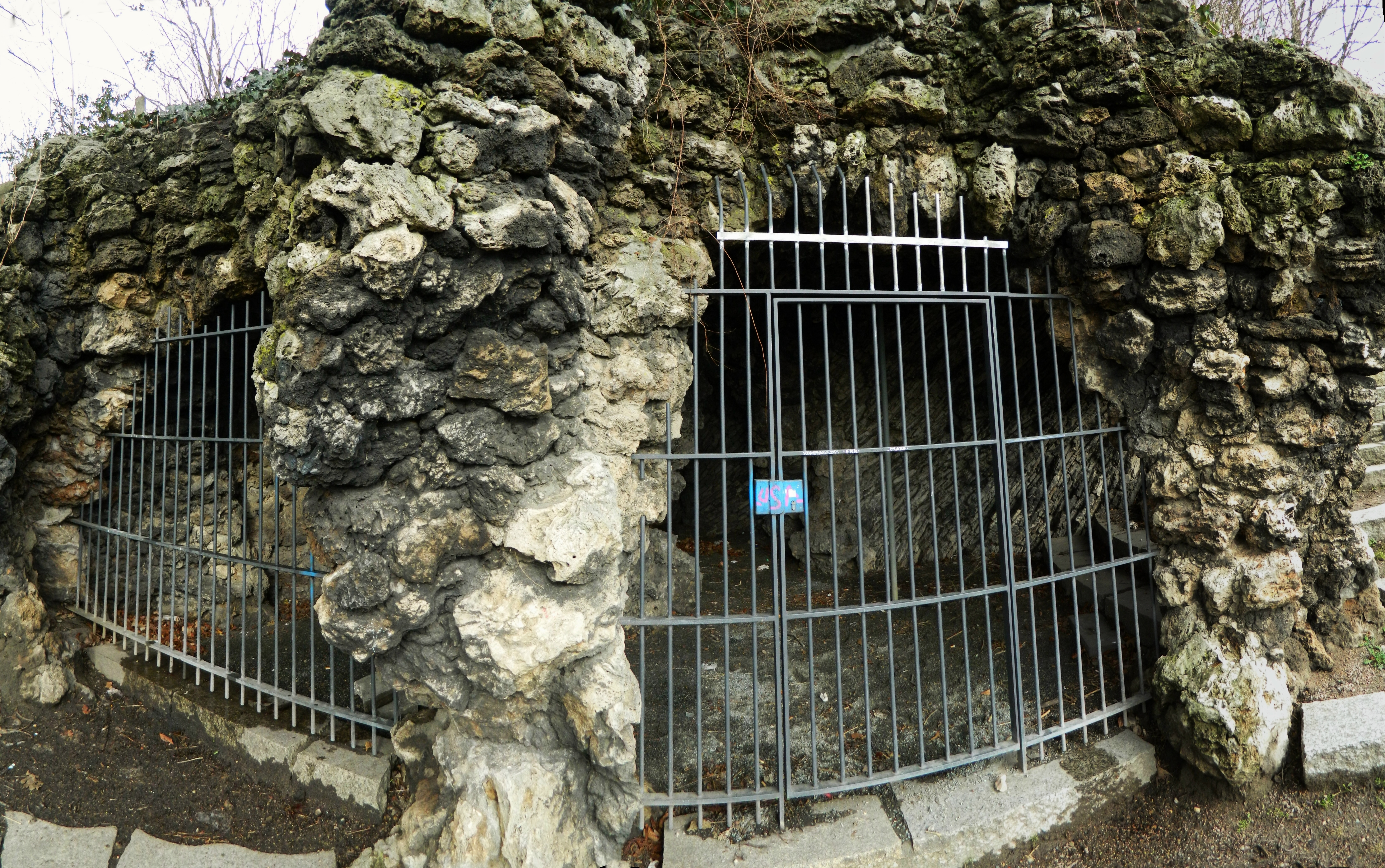
Grotte unter dem Altonaer Balkon

## Pflanzaktionen
Am Reformationstag 2014 wurde ein Apfelbaum der Sorte „Juwel aus Kirchwerder“ von der Hamburger Bischöfin Kirsten Fehrs und Luther-Botschafterin Margot Käßmann am Altonaer Balkon gepflanzt. Im April 2016 begann die NABU-Stadtteilgruppe Altona mit den Vorbereitungen und dem Anlegen einer Schmetterlingswiese. Dafür wurde ein Stück Wiese im östlichen Teil des Parks südlich der Palmaille vorbereitet. Bunte Blumen wie Mohn- und Kornblumen, Wildkräuter und -blumen sollen Schmetterlingen und Insekten eine neue Heimat geben. Im Jahr 2018 wurde in Eigenarbeit ein Insektenhotel gebaut und an der Wiese aufgestellt. Eine Schautafel gibt Erläuterungen über die Bewohner des neuen Hotels. Im Februar 2019 kam eine Trockenmauer dazu.

## Verkehrsanbindung
Altonaer Bahnhof: S1 und S3, wenige Gehminuten
Buslinie 111, Haltestellen Behnstraße (Palmaille) oder Elbberg, Buslinie 112 Haltestelle Elbberg, Buslinie 288 Haltestelle Behnstraße

## Video
- Die Grotte am Altonaer Balkon, NDR-Fernsehen, 8. April 2019